# Motte castrale des Maitres-Jean
La motte castrale des Maitres-Jean est une motte castrale située à Gannay-sur-Loire, en France.

## Localisation
La motte castrale est située sur la commune de Gannay-sur-Loire, dans le département français de l'Allier.

## Historique
L'édifice est inscrit au titre des monuments historiques en 1995.